# María Trinidad Ramírez Poblano
La  Tamalera de la Portales es el nombre mediático de una mujer asesina mexicana conformada por María Trinidad Ramírez Poblano, quien asesinó a su marido, un peluquero de la Colonia Portales que le maltrataba, hasta que un día lo asesinó y convirtió su carne en tamales, los cuales vendió al día siguiente del asesinato.

## Historia
El 20 de julio de 1971, una mujer, de nombre María Trinidad Ramírez Poblano asesinó a su marido, cansada de la violencia intrafamiliar que recibía por parte de su cónyuge, acaparando la atención de la capital del país, en los diarios de mayor circulación; ya que ella goleó con un bate en la cabeza a su marido y después descuartizó al cadáver para hacer tamales y venderlos en las calles de la colonia Portales.

### Reclusión y tiempo de condena
María Trinidad estuvo presa durante veinte años de su reclusión en el Centro Penal de Tepexpan, en la alcaldía de Xochimilco. Se encontraba en el sector psiquiátrico de la cárcel condenada a 40 años de prisión. Finalmente en el año de 1991 fue liberada de la cárcel. Fue recogida del centro penal por su familia y regresó a su natal Santiago Tequixquiac donde pasó sus últimos días de vida.

## Cultura popular
La tamalera, es el título de una canción del grupo de Rock, Las Víctimas del Doctor Cerebro, que alude a folklore capitalino de la Ciudad de México, sobre las leyendas de terror que se cuentan entre la gente.